# Каталитический риформинг
Риформинг — это промышленный процесс переработки бензиновых и лигроиновых фракций нефти с целью получения высококачественных бензинов и ароматических углеводородов.

## Историческая справка
Дегидрирование шестичленных нафтенов с образованием ароматических соединений в присутствии никеля и металлов платиновой группы при 300 °С было открыто Н.Д. Зелинским в 1911 году. В 1936 году Б.Л. Молдавский и Н.Д. Камушер на катализаторе Cr2O3 при 470 °С и Б.А. Казанский и А.Ф. Платэ на катализаторе Pt/C при 310 °С открыли ароматизацию алканов. Первый промышленный процесс был осуществлён на катализаторе Cr2O3/Al2O3 в 1939 году. Новое поколение катализаторов было предложено фирмой UOP в 1949 году под руководством В.П. Хэнзела. Этот вариант риформинга, протекающий при 450 °С и 5-6 МПа на катализаторах Pt/Al2O3 или Pt/алюмосиликат, получил название платформинга. Технологически процесс осуществлялся в реакторе с неподвижным слоем катализатора. Платформинг позволял получать бензин с октановым числом до 100 пунктов. В 1969 году компании Chevron был выдан первый патент на биметаллический катализатор риформинга. В качестве второго металла используют добавки рения, олова и иридия, что позволяет значительно увеличить стабильность катализатора и соответственно понизить рабочее давление в реакторе. В 1971 году фирмой UOP было предложено новое техническое решение и создана первая установка риформинга с непрерывной регенерацией катализатора. В этом случае удается ещё понизить рабочее давление в реакторе, а также снизить затраты водорода на процесс. В настоящее время в мире используются установки как с неподвижным слоем катализатора, так и с непрерывной регенерацией.

## Реакции риформинга

### Целевые реакции
Дегидрирование нафтеновых углеводородов в ароматические:
С6H12 → C6H6 + 3H2 + 221 кДж/моль
Изомеризация пятичленных циклоалканов в производные циклогексана:
С5H9-СН3 → C6H12 — 15,9 кДж/моль
Изомеризация н-алканов в изоалканы:
н-С6H14 → изо-C6H14 — 5,8 кДж/моль
Дегидроциклизация алканов в ароматические углеводороды (ароматизация):
С6H14 → C6H6 + 4H2 + 265 кДж/моль

### Побочные реакции
Дегидрирование алканов в алкены:
С6H14 → C6H12 + H2 + 130 кДж/моль
Гидрокрекинг алканов:
н-С9H20 + H2 → изо-C4H10 + изо-С5H12

## Каталитический риформинг
Основными целями риформинга являются:
- повышение октанового числа бензинов с целью получения неэтилированного высокооктанового бензина
- получение ароматических углеводородов (аренов)
- получение ВСГ[1] для процессов гидроочистки, гидрокрекинга, изомеризации и т. д.

Октановые числа ароматических углеводородов:
| Углеводород                 | исследовательское | моторное | дорожное |
| --------------------------- | ----------------- | -------- | -------- |
| Бензол (Ткип = 80 °С)       | 106               | 88       | 97       |
| Толуол (Ткип = 111 °С)      | 112               | 98       | 105      |
| пара-Ксилол (Ткип = 138 °С) | 120               | 98       | 109      |
| мета-Ксилол(Ткип = 139 °С)  | 120               | 99       | 109,5    |
| oртo-Ксилол (Ткип = 144 °С) | 105               | 87       | 96       |
| Этилбензол (Ткип = 136 °С)  | 114               | 91       | 102,5    |
| Сумма ароматики С9          | 117               | 98       | 107,5    |
| Сумма ароматики С10         | 110               | 92       | 101      |

Процессы каталитического риформинга осуществляются в присутствии бифункциональных катализаторов — платины, чистой или с добавками рения, иридия, галлия, германия, олова, нанесённой на активный оксид алюминия с добавкой хлора. Платина выполняет гидрирующие-дегидрирующие функции, она тонко диспергированна на поверхности носителя, другие металлы поддерживают дисперсное состояние платины. Носитель — активный оксид алюминия обладает Бренстедовскими и Льюисовскими кислотными центрами, на которых протекают карбонийионные реакции: изомеризация нафтеновых колец, гидрокрекинг парафинов и частичная изомеризация низкомолекулярных парафинов и олефинов. Температура процесса 480—520 °C, давление 15-35 кгс/см².
Большое содержание ароматических углеводородов в бензине плохо сказывается на эксплуатационных и экологических показателях топлива. Повышается нагарообразование и выбросы канцерогенных веществ. Особенно это касается бензола, при сгорании которого образуется бензпирен — сильнейший канцероген.
Для нефтехимии риформинг — один из главных процессов. Например, сырьём для полистирола является стирол — продукт риформинга. Также одним из продуктов процесса риформинга является пара-ксилол. В промышленности селективным каталитическим окислением п-ксилола получают терефталевую кислоту, из которой, в дальнейшем, производится полиэтилентерефталат (ПЭТФ, PET), наиболее широкоизвестный в быту, как материал, из которого изготавливаются пластиковые бутылки для различных напитков.

## Базовые процессы риформинга
В мировой промышленности используются процессы риформинга со стационарным слоем катализатора и непрерывной регенерацией катализатора.

### Процесс со стационарным слоем катализатора
На установках риформинга со стационарным слоем катализатора гидроочищенное сырьё подвергают предварительной стабилизации и ректификации в специальной колонне.
Фракция 80-180°С в смеси с рециркулирующим водородсодержащим газом поступает последовательно в три (иногда четыре) стальных реактора. Между реакторами смесь подогревается, поскольку дегидрирование, протекающее в первых реакторах, сильно эндотермический процесс. Каждый реактор работает в режиме, близком к адиабатическому. Катализатор распределяют по реакторам неравномерно, в первом — наименьшее количество, в последнем — наибольшее. Жидкие продукты стабилизируют в специальной колонне, газообразные попадают в компрессор для циркуляции водородсодержащего газа. Типичные условия процесса: 490—530°С, 2-3,5 МПа, объёмная скорость подачи сырья 1,5-2,5 ч−1, водород: сырьё = 5-10:1.

## Качество сырья
Ввиду того, что основной реакцией образования ароматических соединений является дегидрирование нафтенов, эффективность риформинга будет тем выше, чем выше содержание нафтенов в сырье. Выход риформатов из бензиновых фракций, богатых нафтенами, на 3,5-5 %, а иногда на 10-12 % больше, чем из парафинистого сырья при выработке катализата с одинаковым октановым числом. В сырье риформинга нежелательно присутствие алифатических непредельных соединений, поскольку при этом водород нерационально расходуется на их гидрирование. Поэтому риформингу подвергают бензиновые фракции прямогонного происхождения. Риформинг бензинов вторичного происхождения (например, термического крекинга) возможен только в смеси с прямогонным сырьём после глубокой гидроочистки.
Фракционный состав сырья определяется назначением процесса. При получении катализатов с целью производства высокооктановых бензинов оптимальным сырьём является фракция, выкипающая в пределах 85-180 °C. Применение сырья с температурой начала кипения ниже 85 °C нецелесообразно, так как это влечёт повышенное газообразование за счет гидрокрекинга, при этом прироста эффективности ароматизации наблюдаться не будет ввиду того, что углеводороды С6 ароматизуются наиболее трудно. Кроме того, использование такого сырья приведёт к непроизводительной загрузке реактора балластными фракциями. Наличие в сырье фракций, выкипающих выше 180 °C, нежелательно по причине интенсификации коксообразования, влекущего дезактивацию катализатора. При получении индивидуальных бензола и толуола сырьём служат узкие бензиновые фракции, выкипающие в пределах 62-85 °C и 85-105 °C, соответственно. Бензол образуется из циклогексана, метилциклопентана и н-гексана, толуол — из метилциклогексана, диметилциклопентана и н-гептана.
Сырьё не должно содержать компонентов, влекущих дезактивацию катализатора. К ним относятся сернистые соединения, содержание которых не должно превышать 1*10−4%, азотистые соединения (не более 0,5*10−4%) и влага (не более 4*10−4%). Максимально допустимое содержание металлорганических микропримесей (мышьяк, свинец, медь) в гидроочищенном сырье риформинга составляет 0,0001 ppm, а в негидроочищенном пусковом сырье — 0,005 ppm.

### Температура окончания кипения сырья
Температура окончания кипения сырья может в некоторой степени варьироваться и определяется целями риформинга. Поскольку температура конца кипения риформата, как правило, на 8-10°С выше, чем у сырья, температура окончания кипения сырья риформинга не должна превышать 200°С для удовлетворения паспортных данных на бензин.

## Давление
Снижение давления в реакторах влечёт повышение степени ароматизации парафинового сырья и снижение вклада реакций гидрокрекинга, поэтому процесс риформинга развивается в направлении понижения рабочего давления. Увеличение выхода ароматических углеводородов в свою очередь приводит к росту октанового числа катализата и выхода водорода. Снижение давления с 3 до 1 МПа ведёт к росту выходов ароматики и водорода соответственно в 2-2,3 и 3 раза.
Тем не менее снижение давления ограничено требованиями стабильности работы катализатора. При снижении давления скорость дезактивации катализатора существенно возрастает. Прогресс в создании катализаторов риформинга и модифицировании технологической схемы позволили снизить давление с 3,5-4,0 МПа для платинового катализатора до 1,2-1,6 для платино-рениевого катализатора, а затем, после создания в начале 1970-х варианта процесса с непрерывной регенерацией катализатора, и до 0,35-0,7 МПа.

## Промышленные процессы каталитического риформинга

### США и Европа
Первая установка риформинга была пущена по лицензии фирмы UOP в 1949 г. Это был «полурегенеративный риформинг», то есть каталитический риформинг на алюмоплатиновом катализаторе в реакторах со стационарным слоем и с периодической остановкой установки для регенерации катализатора. Основными лицензиарами процесса риформинга в мире являются 9 фирм, причем лидерство принадлежит UOP, по лицензиям которой построено около 800 установок.
| Процесс                                                 | Разработчик                      | Первая установка |
| ------------------------------------------------------- | -------------------------------- | ---------------- |
| Платформинг (полурегенеративный)                        | UOP                              | 1949 г.          |
| Синклер-Бейкер (полурегенеративный)                     | Sinclair-Baker                   | 1952 г.          |
| Гудриформинг (полурегенеративный)                       | Houdry                           | 1953 г.          |
| Ультраформинг (с периодической регенерацией)            | Exxon                            | 1953-1956 гг.    |
| Пауэрформинг (с периодической регенерацией)             | IFP (Французский институт нефти) | 1954 г.          |
| Каталитический риформинг (с периодической регенерацией) | IFP                              | 1964 г.          |
| Магнаформинг (с периодической регенерацией)             | Atlantic Richfield               | 1967 г.          |
| Рениформинг (полурегенеративный)                        | Chevron                          | 1970 г.          |
| Платформинг (с непрерывной регенерацией)                | UOP                              | 1971 г.          |
| Каталитический риформинг (с непрерывной регенерацией)   | IFP                              | 1973 г.          |
| Аромайзинг (с непрерывной регенерацией)                 | IFP                              | 1977 г.          |

### СССР и Россия
В СССР первая опытная установка риформинга была пущена в 1955 году на Краснодарском НПЗ[:стр. 235]. Следующим стал пуск установки на Уфимском НПЗ в 1959 году. В 1962 году на Новокуйбышевском, а затем и на Московском НПЗ были запущены промышленные установки типа 35-5 для получения риформата с ОЧММ = 75. На установках 35/5 и 35-11/300, введённых в эксплуатацию до 1965 года, использовался отечественный алюмоплатиновый катализатор марки АП-56. Позже стали использовать катализатор АП-64 для получения риформата с ОЧММ = 78-80. До конца 1980-х годов строились крупные установки мощностью до 1 млн тонн по сырью, ОЧИМ риформата достигало 95 пунктов. К концу 1980-х годов стали использовать платино-ренивые катализаторы марок КР (КР-102, КР-102с, КР-104, КР-106, КР-108, КР-110) и РБ (РБ-1, РБ-11, РБ-22), что позволило понизить давление до 1,5-1,8 МПа. Разработкой процесса занимались институты «ВНИИНефтехим» и «Ленгипронефтехим».

### Возникающие проблемы в процессе риформинга прямогонного бензина
Невозможность бесперебойного снабжения водородом механизмов гидрокрекинга, гидроочистки, изомеризации, а также поддержания точной температуры всех печей реактора установки — две основные проблемы риформинга, негативно сказывающиеся на качестве конечной продукции.